# Свонтон (Охајо)
Свонтон (енгл. Swanton) град је у америчкој савезној држави Охајо.

## Демографија
По попису из 2010. године број становника је 3.690, што је 383 (11,6%) становника више него 2000. године.
| Група             | 2000.         | 2010.         |
| Белци             | 3.229 (97,6%) | 3.485 (94,4%) |
| Афроамериканци    | 6 (0,2%)      | 33 (0,9%)     |
| Азијати           | 6 (0,2%)      | 5 (0,1%)      |
| Хиспаноамериканци | 46 (1,4%)     | 130 (3,5%)    |
| Укупно            | 3.307         | 3.690         |